# Hypsiboas marginatus
Espèce
Synonymes
- Hyla marginata Boulenger, 1887

Statut de conservation UICN

 LC  : Préoccupation mineure
Hypsiboas marginatus est une espèce d'amphibiens de la famille des Hylidae.

## Répartition
Cette espèce est endémique du Brésil. Elle se rencontre entre 500 et 1 000 m d'altitude dans le nord de l'État du Rio Grande do Sul et dans le Sud de l'État de Santa Catarina,.

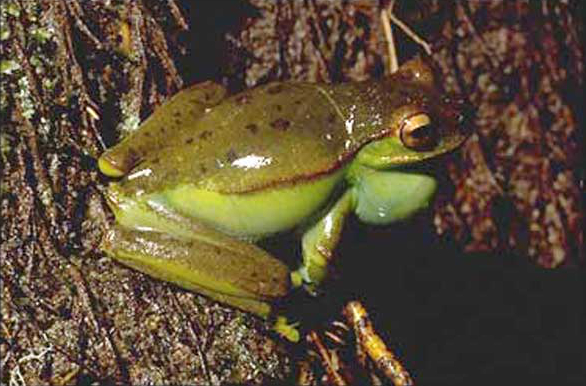
Hypsiboas marginatus

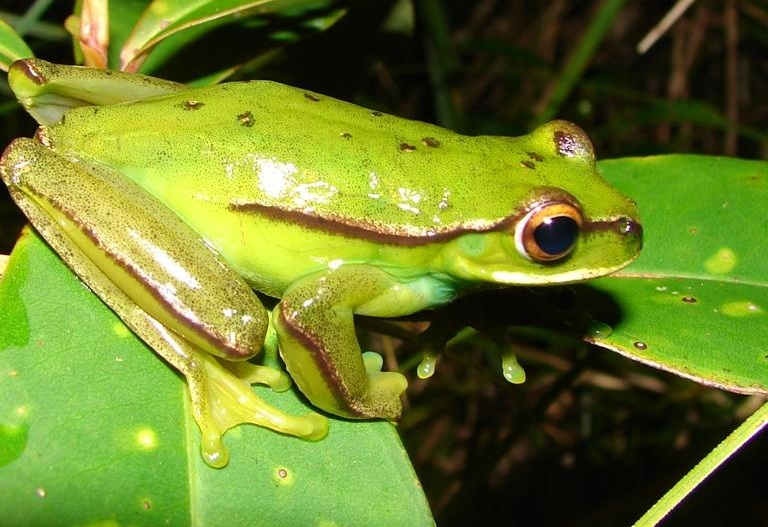
Hypsiboas marginatus

## Publication originale
- Boulenger, 1887 : Descriptions of new or little-known South American frogs of the genera Paludicola and Hyla. Annals and Magazine of Natural History, sér. 5, vol. 20, no 118, p. 295-300 (texte intégral).